# Gare de Barisey-la-Côte
La gare de Barisey-la-Côte est une gare ferroviaire française, fermée, des lignes de Culmont - Chalindrey à Toul et de Barisey-la-Côte à Frenelle-la-Grande - Puzieux (Hs). Elle est située sur le territoire de la commune de Barisey-la-Côte dans le département de Meurthe-et-Moselle, en région Grand Est.

## Situation ferroviaire
Établie à 279 mètres d'altitude, la gare fermée de Barisey-la-Côte est située au point kilométrique (PK) 94,938 de la ligne de Culmont - Chalindrey à Toul, entre les gares, également fermées, de Punerot et de Bagneux - Allain.
Gare de bifurcation, elle est également l'origine au PK 00,000 de la ligne de Barisey-la-Côte à Frenelle-la-Grande - Puzieux (HS).

## Service des voyageurs
Gare fermée.